# Piper otophorum
Piper otophorum är en pepparväxtart som beskrevs av C. Dc.. Piper otophorum ingår i släktet Piper och familjen pepparväxter. Inga underarter finns listade i Catalogue of Life.